# Trem Desportivo Clube
Il Trem Desportivo Clube, meglio noto come Trem, è una società calcistica brasiliana con sede nella città di Macapá, capitale dello stato dell'Amapá.

## Storia
Il 1º gennaio 1947, il club è stato fondato come Trem Desportivo Clube da Bellarmino Paraense de Barros, Benedito Malcher, i fratelli Osmar e Arthur Marinho, e Walter e José Banhos, tra gli altri, in uno dei più importanti e tradizionali quartieri di Macapá.
Nel 1993, il club ha partecipato alla Coppa del Brasile per la prima volta. Il club è stato eliminato ai sedicesimi di finale dal Remo (all'andata, allo stadio Zerão, Macapá, il Remo ha vinto 5-0, al ritorno, al Mangueirão, Belém, il Remo ha vinto di nuovo, questa volta 2-0). Nel 1999, a causa di difficoltà finanziarie, il club chiuse il suo reparto di calcio. Tuttavia, alcuni anni più tardi, il club la riaperto. Nel 2008, il Trem ha partecipato di nuovo alla Coppa del Brasile, dove è stato eliminato al primo turno dal Paraná.

## Palmarès

### Competizioni regionali
- Torneio Integração da Amazônia: 5

1985, 1986, 1987, 1988, 1990

### Competizioni statali
- Campionato Amapaense: 11

1952, 1956, 1984, 2007, 2010, 2011, 2021, 2022, 2023, 2024, 2025